# Азербайджано-индийские отношения
Азербайджано-индийские отношения — двусторонние дипломатические отношения между Азербайджаном и Индией в политической, экономической, культурной и иных сферах.

## Дипломатические отношения
Индия признала независимость Азербайджана 26 декабря 1991 года. Дипломатические отношения были установлены 28 февраля 1992 года. Посольство Индии в Баку функционирует с октября 1999 года. Посольство Азербайджана в Нью-Дели учреждено в 2004 году.
В парламенте Азербайджана с 5 октября 2000 года действует рабочая группа по отношениям с Индией. Руководитель группы — Нагиф Гамзаев.

### Договорно-правовая база
Первое двустороннее соглашение было подписано в июне 1998 года. Соглашение о об экономическом и техническом сотрудничестве привело к созданию индийско-азербайджанской межправительственной комиссии по торговле.
Между странами действует ряд соглашений:
- Соглашение об экономическом и научно-техническом сотрудничестве (апрель 2007)
- Соглашение о воздушном сообщении между Азербайджаном и Индией (апрель 2013)[5]
- Соглашение о правовой и судебной помощи гражданским и коммерческим делам
- Договор о взаимной правовой помощи по уголовным делам
- Договор о поставках
- Соглашение об избежании двойного налогообложения
- Договор о правовой и судебной помощи по гражданским и коммерческим делам[3][6]

Договорно-правовая база насчитывает свыше 20 документов.

## Экономическое сотрудничество
С 11 апреля 2007 года действует межправительственная комиссия по экономике и научно-техническому сотрудничеству.
В Азербайджане действуют 230 компаний с индийским капиталом. Их инвестиции в экономику республики составили $1,2 млрд.
В Азербайджане представлен фармацевтический сектор Индии. Функционирует множество индийских фармацевтических компаний. Предметами импорта из Индии являются одежда, текстиль, информационные технологии, продукты питания, электронные карты, паровые котлы и другое оборудование для предприятий.
В Индию из Азербайджана экспортируется сырая нефть.
В 2005 году объём торговли составлял 50 миллионов долларов. В 2015 году он составил 250 миллионов долларов. В 2017 году товарооборот составил 462,5 миллиона долларов. Экспорт из Азербайджана в Индию в 2016 году составил 365,5 миллионов долларов.
В 2018 году товарооборот между Азербайджаном и Индией был увеличен на 84 %. Экспорт продукции Азербайджана был повышен почти вдвое. В марте 2019 года товарооборот увеличился на 66 % и достиг $300 миллионов.
Нефтегазовая компания Индии «Oil and Natural Gas Corporation (ONGC)» участвует в разработке нефтегазового месторождения «Азери-Чираг-Гюнешли» (2,31 %).
В марте 2018 года в Баку был проведён совместный азербайджано-индийский бизнес форум. В ходе форума были подписаны меморандумы о взаимопонимании между Торгово-промышленной палатой Индии и Конфедерацией предпринимателей Азербайджана, а также Азербайджанским фондом поощрения экспорта и инвестиций.

### Энергетическое сотрудничество
Индия и Азербайджан подписали соглашение об изучении перспектив в области возобновляемой энергетики, энергоэффективности и различных проектов в области нефти, газа. Между индийской компанией GAIL и SOCAR подписан меморандум о взаимопонимании.
Товарооборот (тыс. долл)
| Год  | Экспорт Азербайджана | Импорт Азербайджана | Сумма товарооборота |
| ---- | -------------------- | ------------------- | ------------------- |
| 2020 | 456 784,46           | 125 972,10          | 582 756,56          |
| 2021 | 594 430,92           | 144 671,95          | 739 102,87          |
| 2022 | 1 662 623,9          | 219 448,65          | 1 882 072,55        |
| 2023 | 1 234 731,01         | 200 771,50          | 1 435 502,51        |

## Туризм
Начиная с конца 2018 года в городе Мумбаи (Индия) действует официальное туристическое представительство Азербайджана.
Действует авиасообщение по маршрутам Баку — Мумбаи и Баку — Дели. С августа 2023 года индийская авиакомпания IndiGo запустит авиарейсы из Дели в Баку.
В 2018 году прирост количества туристов из Индии составил 175 %. В феврале 2018 года в ходе выставки в Дели между Азербайджанской ассоциацией туризма и Ассоциацией туристических агентств Индии был подписан меморандум о сотрудничестве.
В 2023 году Азербайджан посетило 117 302 туристов из Индии, заняв 4 место среди стран по числу туристов, прибывающих в Азербайджан.

## В области культуры
В 2018 году Университет АДА подписал меморандум о взаимопонимании с Институтом зарубежной службы Министерства иностранных дел Индии.
В марте 2022 года в Азербайджанском университете языков начали преподавать санскрит.
7-17 марта 2019 года в Баку при поддержке Министерства экономики и промышленности Азербайджана и посольства Индии в Азербайджане были проведены Дни Индии.